# 萬歳寛之
萬歳 寛之（ばんざい ひろゆき、1971年 - ）は日本・東京都出身の法学者。専門は国際法（国家の国際違法行為責任）及び国際機構法。2011年から早稲田大学法学学術院（法学部）教授に。2016年に安達峰一郎記念賞（第49回）受賞。国際法学会 理事。早稲田大学ハンドボール部 部長。著書に「国際違法行為責任の研究」などがある。

## 人物・来歴
明治学院高等学校卒業後、2浪で早稲田大学法学部に入学。早稲田大学大学院法学研究科博士後期課程公法学専攻国際法専修を満期退学後、スイス・ジュネーブや米国ニューヨークでの勤務も経験。中国・韓国にも頻繁に訪れ国際法学者と交流を続ける。
1998年、早稲田大学より法学修士の学位を取得。2009年4月、早稲田大学法学学術院准教授、2011年4月 - 早稲田大学法学学術院教授に就任。2015年、研究者組織「東アジア国際法秩序研究協議会」を立ち上げる。
2016年に論文「国際違法行為責任の研究ー国家責任論の基本問題ー」で博士学位申請をし博士（法学）に。博士号取得の際の主査は、早稲田大学教授の古谷修一（国際法）、副査は河野真理子（国際関係論）・清水章雄（国際経済法）・須網隆夫（EU法）が担当。この論文で第49回 安達峰一郎記念賞を受賞。

## 経歴・履歴
早稲田大学の政治経済学部と法学部に合格し学部選択に迷っていた際、尾高朝雄『法の窮極に在るもの』を読み父と同じ早稲田大学法学部に進学した。
ロシアのウクライナ問題、イスラエルのガザ問題など国際法を元にした視点と実際の国際法の実情や限界を平易に伝え、多くのメディアで取り上げられている。
国際法の専門家として、欧米、アフリカ、アジアなどの各地域の人たちに納得してもらえるだけの普遍性とバランスを兼ね備えた論理を展開できる複眼的思考力を大事にし、大学の授業では特に日本の文化や哲学を把握することを推奨している。

### 経歴
- 外務省 日EU関係賢人会合委員
- 日本台湾交流協会 日台若手研究者共同研究事業・国際法部門（座長）
- 安達峰一郎記念賞（2016年10月）国際違法行為責任の研究―国家責任論の基本問題, 安達峰一郎記念財団

### 年表
- 1989年：明治学院高等学校 卒業
- 1995年：早稲田大学法学部 卒業[14]
- 1998年：早稲田大学法学部 法学修士
- 2003年：外務省 国際法研究会委員委員、駿河台大学専任講師
- 2006年：駿河台大学 助教授[15]
- 2007年：駿河台大学 准教授
- 2009年：早稲田大学法学学術院 准教授、外務省, 日EU関係有識者委員会委員 （2010年）
- 2011年：早稲田大学法学学術院 教授[16]
- 2016年：早稲田大学より博士（法学）の学位を取得[5]
- 2018年：日本台湾交流協会, 日台若手研究者共同研究事業・国際法部門（座長 - 2021年）
- 2022年：国際法学会 理事
- 2024年：国際法学会 事務局長

## 研究分野
- 国際法[17]（主に国家の国際違法行為責任）
- 国家の国際責任
- 法源論
- 先端科学技術と海洋法秩序
- 軍縮・不拡散
- 国際都市新宿治安研究部会（新宿の治安問題を研究するに当たり、外国人居住者の多い大阪も比較検討の対象とし、大阪府警察本部、生野警察署を訪問し聞き取り調査を行うほか、生野区内等を視察調査）

## 所属学会
- 国際法学会
- 世界法学会
- 米国国際法学会
- 日本EU学会

## 著書
- 2015年9月: 「国際違法行為責任の研究」（成文堂 ISBN 978-4792333348）

### 共著
- 2006年7月：「国際機構」（岩波書店 ISBN 9784000280426）庄司克宏、井上淳、小林正英、石垣泰司、岡部みどり、臼井陽一郎、蓮見雄、青柳由香
- 2009年3月: 「国際法の新展開と課題」（信山社 ISBN 978-4797226164）阿部浩己, 黒田秀治, 杉山晋輔, 宮内靖彦, 今井直, 山下恭弘,   江藤淳
- 2010年10月：「国際海洋法」（有信堂 ISBN 978-4842040608）島田征夫, 林司宣
- 2011年6月：「国際法学入門」」（成文堂 ISBN 978-4792332846）島田征夫,, 阿部浩己
- 2020年12月：「国境の思想 : ビッグデータ時代の主権・セキュリティ・市民 」（岩波書店 ISBN 978-4000229739）マシュー・ロンゴ、庄司克宏
- 2021年7月：「国際機構 新版」（岩波書店 ISBN 9784000289238）庄司克宏、井上淳、蓮見雄、和達容子、宮下紘、原田徹、小林正英、大下隼、細井優子
- 2022年4月：「ブリュッセル効果 EUの覇権戦略:いかに世界を支配しているのか」（白水社 ISBN 978-4560098936）アニュ・ブラッドフォード、庄司克宏
- 2022年8月: 「日台経済交流と国際法」（成文堂 ISBN 978-4792334222）玉田大, 石川義道, 瀬田真, 越智萌,

## 論文
- 1999 :国家契約に関する伝統的国家責任論の再検討-セルビア公債事件を素材として-. 早稲田大学大学院法研論集
- 2000：国家責任の認定過程における国内法の機能と役割-外交的保護に関する紛争を素材として-. 早稲田大学大学院法研論集
- 2002：対世的義務違反に対する責任追及-「被害国」概念の変質. 早稲田法学会誌
- 2004：国際法における法典化概念の特質-国連国際法委員会を中心として-. 駿河台法学
- 2005： 国家責任法における個人損害. 石川明編『国際経済法と地域協力(櫻井雅夫先生古稀記念論集)』
- 2006： 大量破壊兵器の不拡散に関する国際的規制. 駿河台法学
- 2008：Sources of International Law - Toward Positive Participation in the Formation of General International Law-. Korea International Law Review.
- 2009：NBCテロ犯罪に関する国際義務の履行確保責任-安保理決議1540を素材として-. 島田征夫・古谷修一編『国際法の新展開と課題(林司宣先生古稀祝賀)』
- 2010：気候安全保障をめぐる国際的動向. 季刊社会安全. 
  - ：The Proliferation Security Initiative and International Law of the Sea: A Japanese Lawyer's Perspective. Journal of East Asia and International Law
  - ：拡散に対する安全保瞳構想(PSI)に関する国際法上の評価. 早稲田大学社会安全政策研究所紀要
- 2011：国家責任法適用の基礎としての国家機能の性格-領域主権と「管轄又は管理」. 早稲田大学法学研究科組織的な大学院教育改革推進プログラム『法学研究の基礎〈法と権利〉』.
  - ：国家責任法における違法性判断の特質-「相当の注意」概念を素材として-. 早稲田法学
- 2012：東日本大震災における海外支援受入の問題点. 早稲田大学社会安全政策研究所紀要
- 2013：国際責任法における賠償概念の特質. 早稲田法学
- 2015：条約規定としての国家責任条項の機能. 早稲田大学社会安全政策研究所紀要
- 2018：共通利益の回復をめぐる国家責任紛争. 国際法外交雑誌.
- 2019：日韓請求権協定と韓国徴用工判決. 論究ジュリスト[18]
- 2020：南シナ海事件. 西井正弘・鶴田順[編]国際環境法講義
  - ：国際義務の違反認定における『国家責任法と条約法の交錯』-南シナ海仲裁判決を素材として-. 現代国際法の潮流II-人権、刑事、遵守、責任、武力紛争
  - ：「徴用工」問題と日韓請求権協定. 令和元年度重要判例解説.
  - ：南シナ海問題における国際法課題. 地域研究としてのアジア学
- 2021： 新型コロナウィルス感染症被害に対する国家の国際違法行為責任. 国際問題.
  - ：会社の保護ーバルセロナ・トラクション会社事件. 国際法判例百選[第3版]
  - ：Assurance of Non-Repetition in the Japan-DPRK Pyongyang Declaration. Encyclopedia of Public International Law in Asia.
  - ：国家責任の発生. 法学教室
  - ：The Ehime Maru Incident. Encyclopedia of Public International Law in Asia
  - ：日台若手研究者共同研究事業研究成果報告(国際法グループ). 台湾情報誌『交流』
  - ：Attributing the Abduction of Japanese Citizens to North Korea through its Agents. Encyclopedia of Public International Law in Asia
  - ：Maritime Counter-Proliferation of Weapons of Mass Destruction and the Freedom of Navigation: A Japanese Lawyer’s Perspective. Implementation of the United Nations Convention on the Law of the Sea: State Practice of China and Japan
  - ：[Book Review] Hendo-suru Kokusaishakai to Kokusaiho No Kino [How International Law Works in the Ever-changing International Society], edited by Masaharu Yanagihara. Tokyo: Shinzansha, 2018. Pp. xvi, 244. Japanese Yearbook of International Law

- 2022：日韓請求権問題の再争点化をめぐる国際法課題（早稲田大学法学会百周年記念論文集）
  - ：台灣地區的有事與日本的和平安全法制(台湾地域有事と日本の平和安全法制).
  - ：日本新安保法制と海洋政策研究(日本新安保法制與海洋政策研析).
  - ：日台関係をめぐる外交枠組. 日台経済交流と国際法
  - ：EU法における汎用品輸出管理制度の発展動向［大下隼］

- 2023：強行規範へのインパクト:国家責任法と条約法を中心に. ウクライナ紛争のグローバル・インパクト